# Ignacio Vergara
Ignacio Vergara Gimeno (Valencia, 1715-Valencia, 13 de abril de 1776) fue un escultor español, de estilo tardobarroco.

## Biografía
Realizó su aprendizaje en el taller de su padre, el también escultor Francisco Vergara el mayor, junto a su hermano José Vergara Gimeno, que desarrolló su carrera como pintor. Otras influencias en su formación fueron las de Evaristo Muñoz y Konrad Rudolf.
Fue fundador y director general de la Academia de Santa Bárbara, posteriormente Real Academia de San Carlos y Escuela de las Nobles Artes en Valencia; y académico de mérito de la Real Academia de Bellas Artes de San Fernando de Madrid. 
Su obra más importante es la portada del Palacio del Marqués de Dos Aguas (1744) en Valencia, cuya traza arquitectónica es de Hipólito Rovira. Otras, todas ellas en piedra, son el grupo escultórico Ángeles venerando a María de la portada de la Catedral de Valencia, las imágenes de la iglesia de las Escuelas Pías (San Joaquín, San José y el Niño y Santa Ana y la Virgen en el exterior y los cuatro evangelistas sobre el altar mayor), la imagen de San Antonio Abad de la portada de la Iglesia de San Martín y San Antonio y la imagen de San Bruno de la capilla de la Universidad de Valencia. Como imaginero en madera, destacó en la Virgen de Portacoeli de la catedral de Valencia, la de San Pedro Alcántara en el convento de San Pascual de Villarreal y las tallas de San Jerónimo y San Francisco adorando al Crucifijo. 
En todas ellas se identifica con el barroco final, a veces clasificado como rococó. De fecha más tardía es la Alegoría de Carlos III acompañado de la Justicia y la Prudencia en el Palacio de Justicia de Valencia, que muestra un estilo ya más cercano al neoclasicismo.

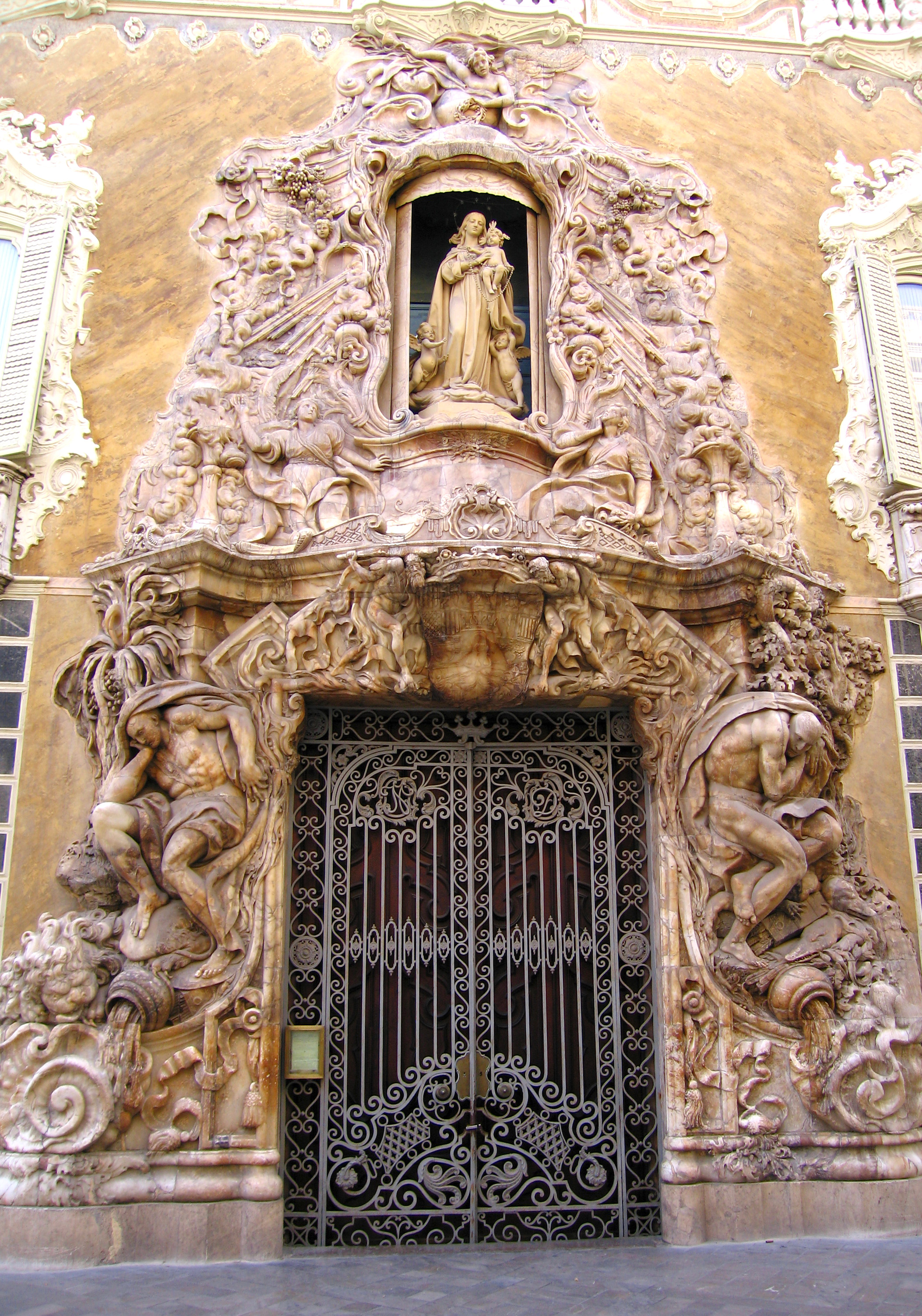
Portada del Palacio del Marqués de Dos Aguas.